# Cytale
Cytale était une entreprise française ayant commercialisé un des premiers appareil de lecture de livres numériques français, le Cybook.
Créée en 1998 par Olivier Pujol, Erik Orsenna, Jacques Lewiner et Jacques Attali, elle déposa le bilan en juillet 2002. En 2003, Laurent Picard et Michael Dahan, anciens salariés de Cytale fondent Bookeen tout en reprenant certains actifs de Cytale.